# Abyssidrilus altus
Abyssidrilus altus is een ringworm uit de familie van de Tubificidae. De wetenschappelijke naam van de soort is voor het eerst geldig gepubliceerd in 1980 door Erséus.